# De'Aaron Fox
De'Aaron Martez Fox (New Orleans, 20 dicembre 1997) è un cestista statunitense, professionista in NBA con i San Antonio Spurs.

## Biografia
Fox è nato a New Orleans da Aaron e Lorainne Harris-Fox e ha un fratello di nome Quentin Fox.
Fox ha vari soprannomi "Fox", "Swipa" e "Swipa da Fox". Fox ha scelto il numero zero a Kentucky perché "non teme nessuno". Secondo il coach della sua scuola superiore, Fox arrivava a scuola alle 6 del mattino e si allenava ogni mattina. Il padre afferma che Fox avrebbe dormito quasi ogni notte sul divano per giocare al videogioco NBA 2K che lo ha aiutato a migliorare per diventare il giocatore che è oggi.

## Caratteristiche tecniche
Point guard mancina, è un giocatore molto veloce, bravo in fase difensiva e dotato di buona personalità e visione di gioco. La sua velocità gli permette di essere molto pericoloso in pick and roll.

## Carriera

### High school
Fox ha frequentato la Cypress Lakes High School di Cypress, in Texas. È passato dal segnare 22,4 punti nel suo anno da sophomore a 31,3 punti da senior, partecipando anche al McDonald's All-American Game del 2016, al Jordan Brand Classic e al Nike Hoop Summit. Ha inoltre guidato la sua squadra a tre titoli nazionali. Al termine del suo ultimo anno, era considerato la migliore point guard liceale della nazione, e il sesto miglior prospetto.

### NCAA

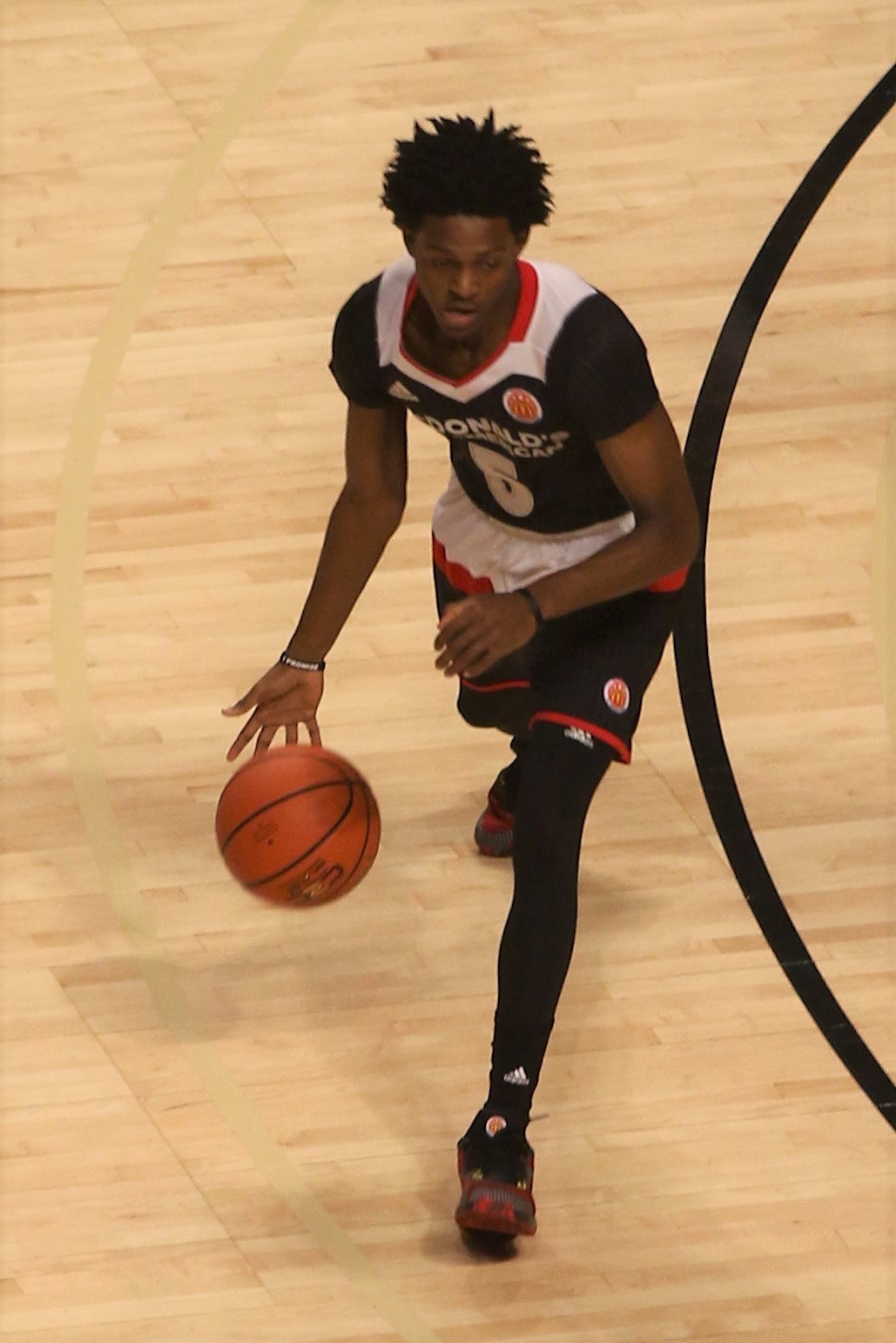
Fox al McDonald's All-American Game nel 2016

Al college sceglie Kentucky, guidata da coach John Calipari. Durante la stagione diventa solamente il secondo giocatore dell'università a realizzare una tripla-doppia, come Chris Mills nel 1988. Kentucky arriva alla March Madness, dove, dopo aver battuto Northern Kentucky, Wichita State e UCLA (38 punti di Fox contro l'altro prospetto top Lonzo Ball), esce contro i futuri campioni di North Carolina. Al termine della stagione Fox si dichiara eleggibile al Draft NBA 2017.

### NBA

#### Stagione da rookie (2017-2018)
Viene selezionato con la quinta scelta assoluta nel Draft 2017 dai Sacramento Kings. La stagione è caratterizzata da alti e bassi per i Kings e per Fox, che termina la stagione con le medie di 11,6 punti, 2,8 rimbalzi e 4,4 assist a partita, non venendo però incluso in nessun quintetto All-Rookie.

#### Seconda stagione (2018-2019)
Fox mostra fin da subito notevoli miglioramenti nel suo gioco. Nella notte del 1 novembre 2018 realizza la sua prima tripla doppia in carriera, mettendo a referto 31 punti (career-high), 15 assist e 10 rimbalzi nella vittoria contro gli Atlanta Hawks, diventando (dopo LeBron James e poco prima di Luka Doncic) il secondo giocatore nella storia NBA a realizzare una tripla doppia con almeno 30 punti prima del compimento dei 21 anni. Il 10 marzo 2019 mette a segno 30 punti nella vittoria contro i New York Knicks.

### Nazionale
Viene inserito nei preconvocati per i Mondiali 2019, salvo poi rinunciare alla chiamata il 17 agosto 2019.

## Statistiche
| * | Primo nella lega |

### NCAA
| Anno      | Squadra           | PG | PT | MP   | TC%  | 3P%  | TL%  | RP  | AP  | PRP | SP  | PP   |
| --------- | ----------------- | -- | -- | ---- | ---- | ---- | ---- | --- | --- | --- | --- | ---- |
| 2016-2017 | Kentucky Wildcats | 36 | 34 | 29,6 | 47,9 | 24,6 | 73,6 | 4,0 | 4,6 | 1,5 | 0,2 | 16,7 |
| Carriera  | Carriera          | 36 | 34 | 29,6 | 47,9 | 24,6 | 73,6 | 4,0 | 4,6 | 1,5 | 0,2 | 16,7 |

#### Massimi in carriera
- Massimo di punti: 39 vs California-Los Angeles (24 marzo 2017)[12]
- Massimo di rimbalzi: 11 vs Arizona State (28 novembre 2016)
- Massimo di assist: 12 vs Stephen F. Austin (11 novembre 2016)
- Massimo di palle rubate: 3 (5 volte)
- Massimo di stoppate: 2 vs Northern Kentucky (17 marzo 2017)
- Massimo di minuti giocati: 38 vs Kansas (28 gennaio 2017)

### NBA

#### Regular Season
| Anno      | Squadra           | PG  | PT  | MP   | TC%  | 3P%  | TL%  | RP  | AP  | PRP | SP  | PP   |
| --------- | ----------------- | --- | --- | ---- | ---- | ---- | ---- | --- | --- | --- | --- | ---- |
| 2017-2018 | Sacramento Kings  | 73  | 60  | 27,8 | 41,2 | 30,7 | 72,3 | 2,8 | 4,4 | 1,0 | 0,3 | 11,6 |
| 2018-2019 | Sacramento Kings  | 81  | 81  | 31,4 | 45,8 | 37,1 | 72,7 | 3,8 | 7,3 | 1,6 | 0,6 | 17,3 |
| 2019-2020 | Sacramento Kings  | 51  | 49  | 32,0 | 48,0 | 29,2 | 70,5 | 3,8 | 6,8 | 1,5 | 0,5 | 21,1 |
| 2020-2021 | Sacramento Kings  | 58  | 58  | 35,1 | 47,7 | 32,2 | 71,9 | 3,5 | 7,2 | 1,5 | 0,5 | 25,2 |
| 2021-2022 | Sacramento Kings  | 59  | 59  | 35,3 | 47,3 | 29,7 | 75,0 | 3,9 | 5,6 | 1,2 | 0,4 | 23,2 |
| 2022-2023 | Sacramento Kings  | 73  | 73  | 33,4 | 51,2 | 32,4 | 78,0 | 4,2 | 6,1 | 1,1 | 0,3 | 25,0 |
| 2023-2024 | Sacramento Kings  | 74  | 74  | 35,9 | 46,5 | 36,9 | 73,8 | 4,6 | 5,6 | 2,0 | 0,4 | 26,6 |
| 2024-2025 | Sacramento Kings  | 45  | 45  | 37,0 | 46,9 | 32,2 | 82,9 | 5,0 | 6,1 | 1,5 | 0,4 | 25,0 |
| 2024-2025 | San Antonio Spurs | 17  | 17  | 34,0 | 44,6 | 27,4 | 81,9 | 4,3 | 6,8 | 1,5 | 0,3 | 19,7 |
| Carriera  | Carriera          | 531 | 517 | 33,3 | 47,0 | 33,0 | 74,6 | 3,9 | 6,1 | 1,4 | 0,4 | 21,5 |

#### Playoffs
| Anno     | Squadra          | PG | PT | MP   | TC%  | 3P%  | TL%  | RP  | AP  | PRP  | SP  | PP   |
| -------- | ---------------- | -- | -- | ---- | ---- | ---- | ---- | --- | --- | ---- | --- | ---- |
| 2023     | Sacramento Kings | 7  | 7  | 38,6 | 42,4 | 33,3 | 75,6 | 5,4 | 7,7 | 2,1* | 0,6 | 27,4 |
| Carriera | Carriera         | 7  | 7  | 38,6 | 42,4 | 33,3 | 75,6 | 5,4 | 7,7 | 2,1  | 0,6 | 27,4 |

#### Massimi in carriera
- Massimo di punti: 60 vs Minnesota Timberwolves (16 novembre 2024)
- Massimo di rimbalzi: 13 vs Miami Heat (29 ottobre 2022)
- Massimo di assist: 16 vs Denver Nuggets (2 dicembre 2023)
- Massimo di palle rubate: 6 (2 volte)
- Massimo di stoppate: 4 (2 volte)
- Massimo di minuti giocati: 53 vs Los Angeles Lakers  (26 novembre 2021)

## Palmarès
- McDonald's All-American Game: 1

2016
- Partecipazioni all’All Star Game: 1

2023
- NBA Clutch Player of the Year Award : 1

2022-2023
- All-NBA Third Team: 1

2023
- Migliore giocatore per palle rubate nella stagione NBA: (2024)